# الليلة وراء النافذة ثلاثية الزوايا
الليلة وراء النافذة ثلاثية الزوايا (بالإنجليزية: The Night Beyond the Tricornered Window)‏ هي سلسلة مانغا يابانية نشرت في الفترة من 7 مارس 2013 حتى 7 ديسمبر 2020 تم تحويلها لمسلسل أنمي عرض في أكتوبر 2021.